# Meister des Pflockschen Altars

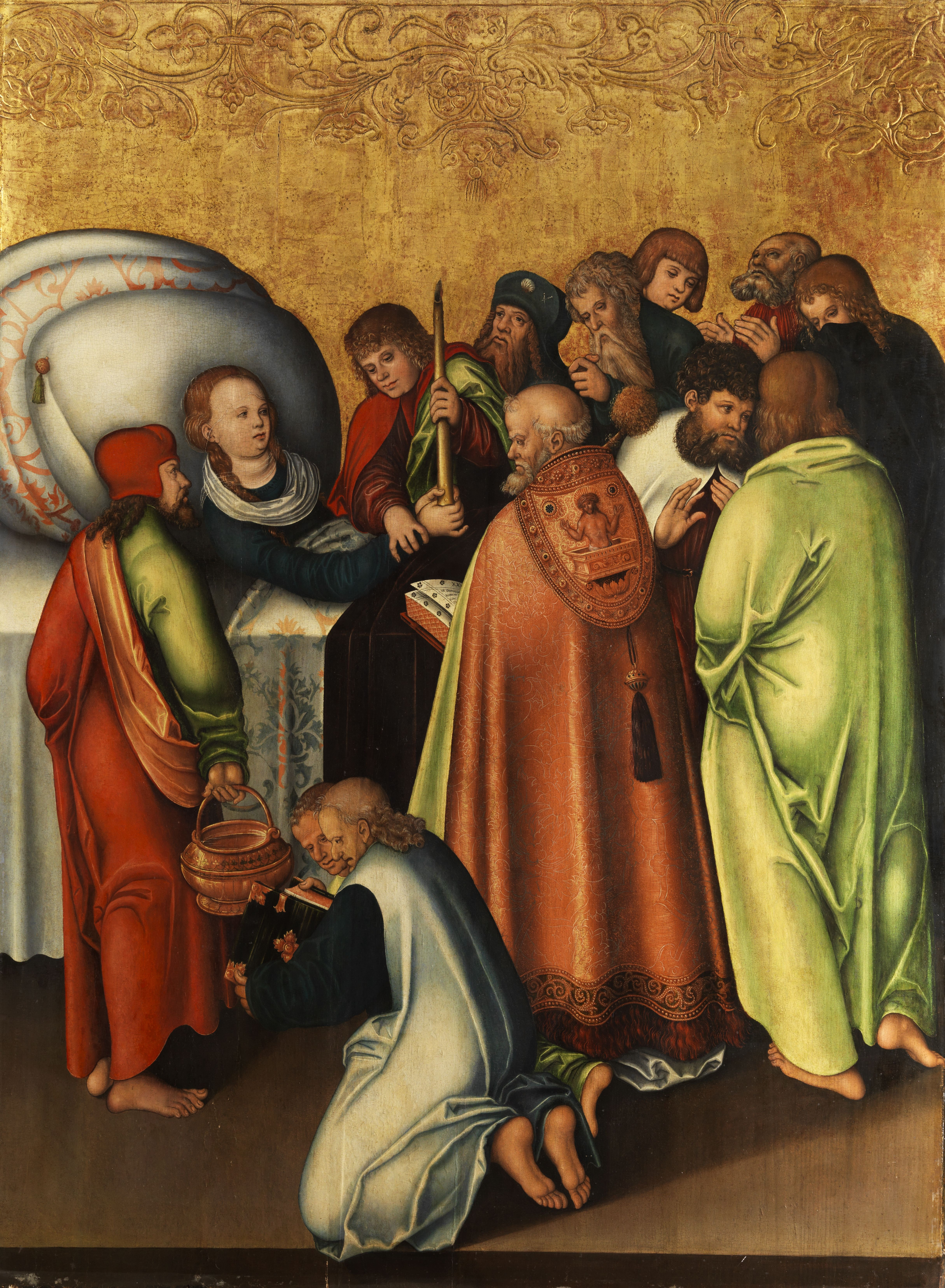
Tod der Mariae im Kreise der Apostel, wahrscheinlich ein Werk des Meisters des Pflockschen Altars um 1518 bis 1523.
Öl auf Holz, 158 × 116,3 cm

Meister des Pflockschen Altars wird ein anonymer Maler aus der Schule von Lucas Cranach d. Ä. bezeichnet, der im Erzgebirge tätig war. Er erhielt seinen Notnamen nach seinem Werk, einem Altar für die Kapelle der Familie Pflock in der St.-Annen-Kirche in Annaberg-Buchholz im Erzgebirge. Erstellt hat er dieses Werk 1521 im Auftrag des Stifters Lorenz Pflock, Besitzer von Silberbergwerken in der Region und Ratsherr zu Annaberg im 16. Jahrhundert. Im Mittelschrein ist der Tod Mariens dargestellt, dem Bild soll ein Kupferstich von Martin Schongauer als Vorlage gedient haben.
Eventuell hat der Meister des Pflockschen Altars in Annaberg eine Werkstatt betrieben. Er steht stilistisch noch an der Schwelle der ausgehenden Spätgotik zur Renaissance.

## Werke (Auswahl)
- Pflockscher Altar. St. Annenkirche, Annaberg-Buchholz
- Heiligentafeln. Hessisches Landesmuseum, Darmstadt, Inv. Nr. GK 68
- Gemälde auf Altarflügel des Naumburger Domes[3], früher Cranach zugeschrieben[4]
- Dornenkrönung. Museum voor Schone Kunsten, Gent, Inv. Nr., 1913-S[5]